# Danseressen
Danseressen is een tweeluik van de Nederlandse schilder Theo van Doesburg in het Kröller-Müller Museum, Otterlo.

## Beschrijving

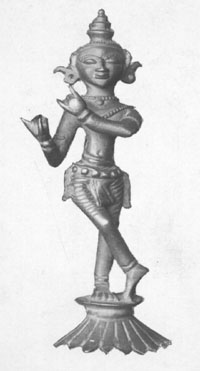
Krsna Venugopala.

Het stelt een geabstraheerde weergave voor van de voor- en achterzijde van een fluitspelende Krishna. Waarschijnlijk bezat Van Doesburg een beeldje van deze Hindoeïstische god. Van het werk zijn twee voorstudies bewaard gebleven, waarop te zien is dat Van Doesburg eerst een geabstraheerde versie maakte van de achterzijde en vervolgens van de voorzijde. De voorzijde gebruikte hij uiteindelijk voor het rechterpaneel en de achterzijde voor het linkerpaneel. Later verwerkte Van Doesburg beide motieven in twee glas-in-loodramen, getiteld Dans I en II.

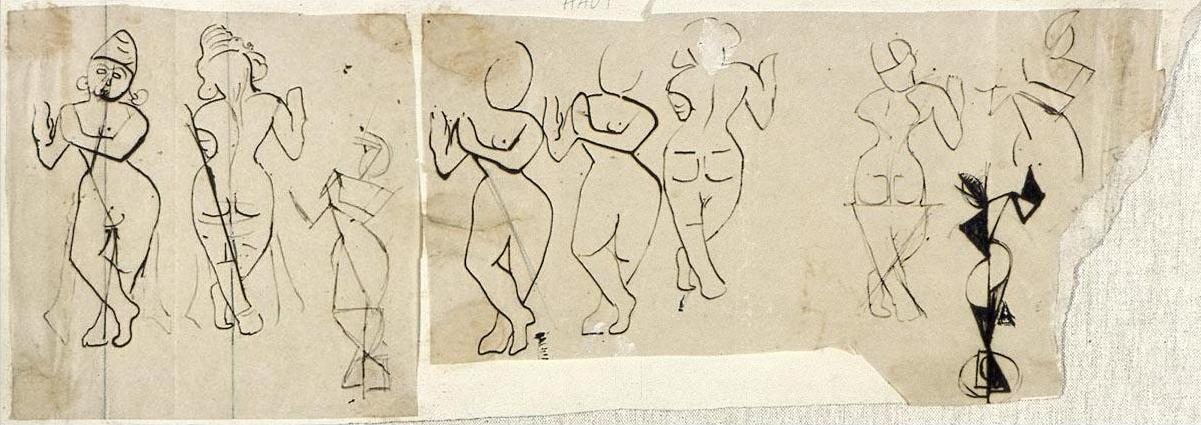
Theo van Doesburg. Schetsen van een fluitspelende Krishna. 1916. Potlood en inkt op transparant papier. 19,5 × 55,5 cm. Utrecht, Centraal Museum.

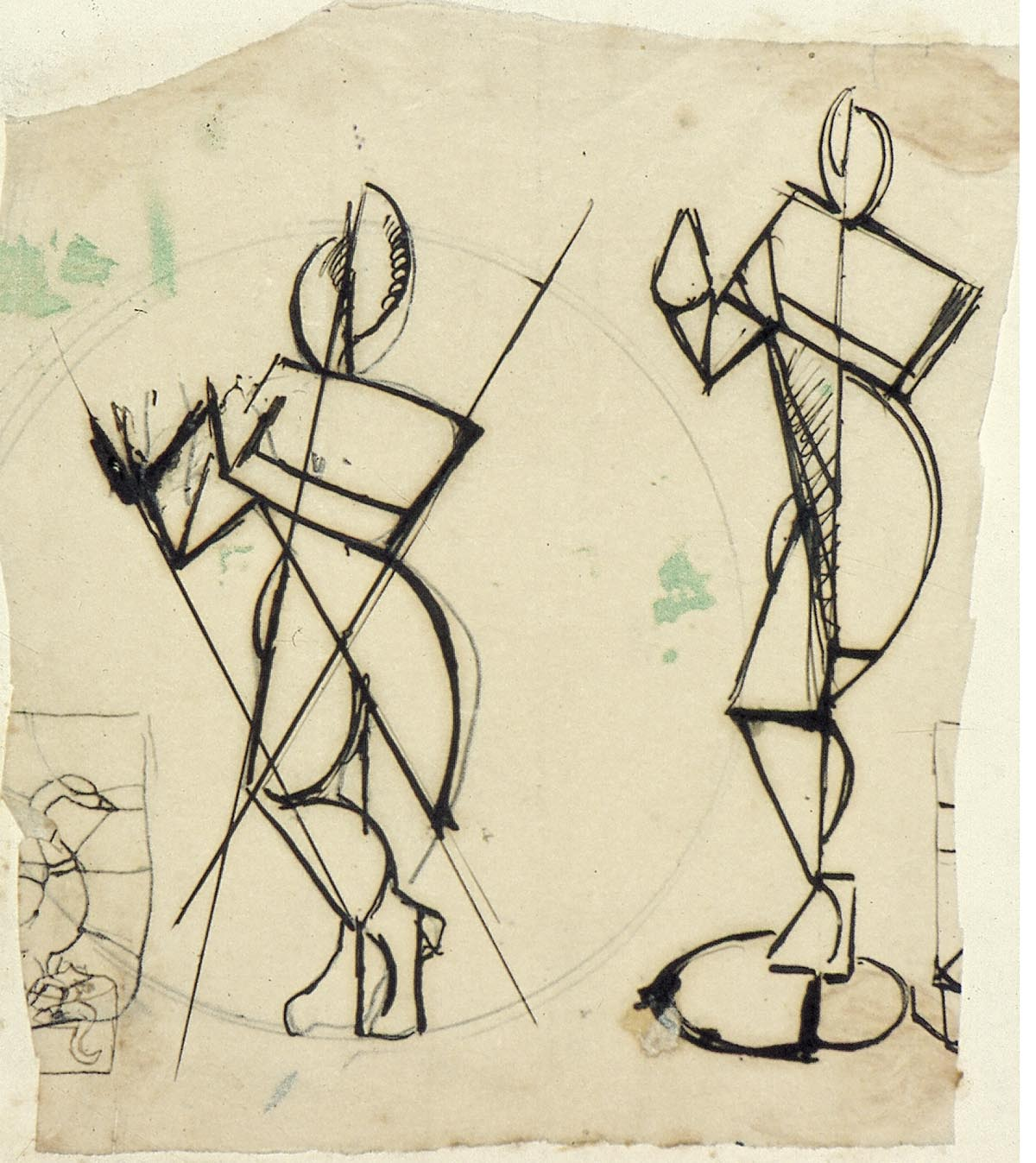
Theo van Doesburg. Twee schetsen van een fluit spelende Krishna, van voren gezien. 1916. Potlood en O.-I. inkt op transparant papier. 19 × 17 cm. Utrecht, Centraal Museum.

Omstreeks 1916 haalde Van Doesburg enkele keren de wat hij noemde ‘Hindoesche kunst’ aan als voorbeeld van vergeestelijking in de kunst. Hij ziet een parallel tussen blauwgekleurde Hindoe-goden en de blauwe paarden van Frans Marc. Bij hindoes is de natuurgetrouwe weergave van de werkelijkheid onderschikt aan de religieuze betekenis van de voorstelling. ‘Dit abstraheeren van den natuurvorm is juist een eigenschap, die de Hindoesche kunst zoo lang boven de Westersche kunst in zuiverheid verheven heeft’, aldus Van Doesburg.

## Titel
In Van Doesburgs portfolio komt het tweeluik voor als La Danse (De dans). Op de achterzijde van een van de panelen is echter met inkt het opschrift ‘Danseressen’ aangebracht. Ook stelde Van Doesburg het enkele keren onder die titel tentoon (zie Tentoonstellingen).

## Herkomst
Van Doesburg gaf het werk in 1921 aan zijn vrouw Lena Milius, die het later 'teruggaf' aan Van Doesburgs derde vrouw, Nelly van Doesburg. Deze liet het in 1975 na aan haar nicht Wies van Moorsel. Van Moorsel schonk het werk in 1981 aan de Nederlandse Staat, die het onderbracht in de tegenwoordige Rijksdienst voor het Cultureel Erfgoed. Deze droeg het beheer van het werk in 1993 over aan het Kröller-Müller Museum. De voorstudies komen ook uit de nalatenschap van Van Doesburg en bevinden zich tegenwoordig in het Centraal Museum in Utrecht.

## Tentoonstellingen

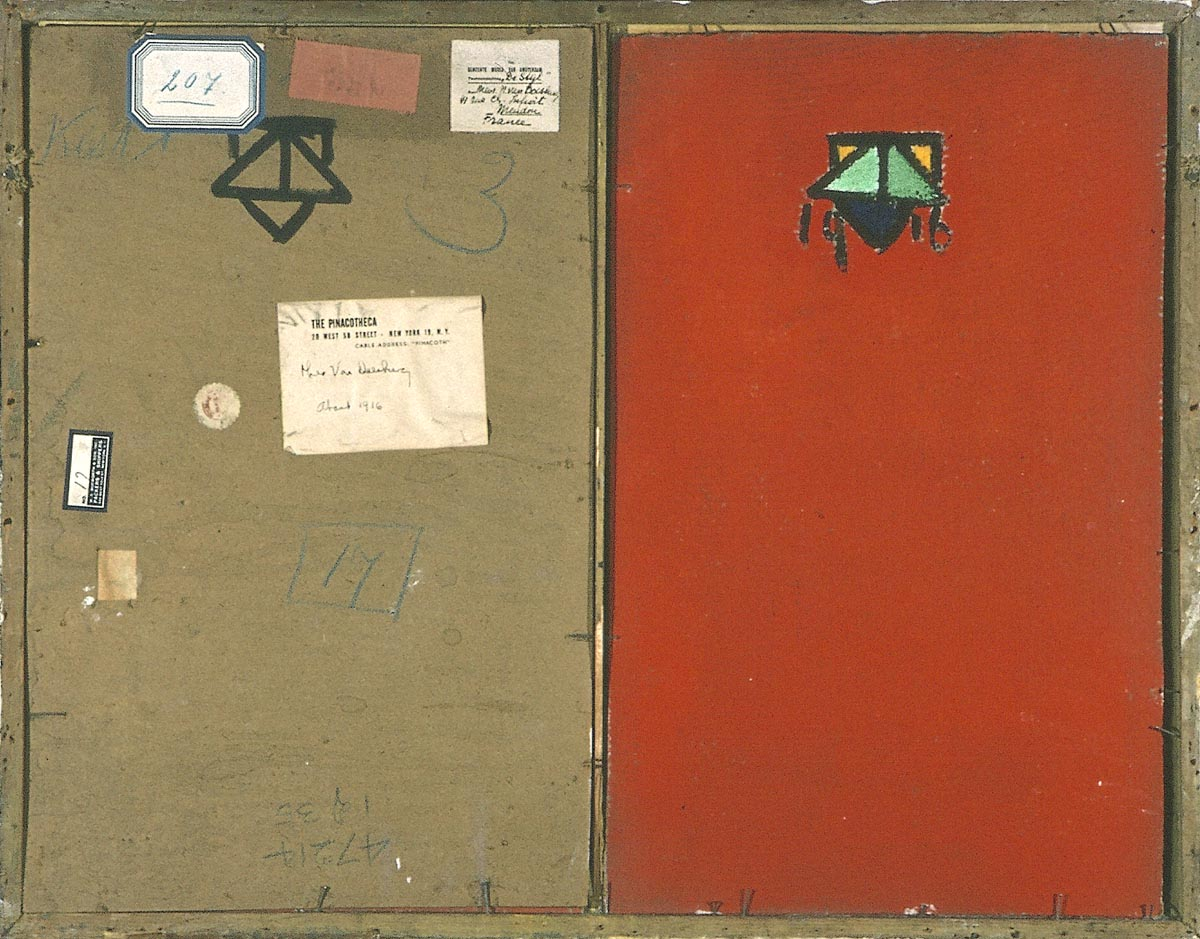
Achterzijde met diverse tentoonstellingsetiketten.

Danseressen maakte deel uit van de volgende tentoonstellingen:
- Tentoonstelling van schilderyen [sic], juli-augustus 1917, Domburg (als Dansfiguren).
- Vilmos Huszár, Theo van Doesburg, Bart van der Leck, 19 februari-5 maart 1922, Pictura, Groningen (als Danseressen).
- ‘1940’. Deuxième exposition Rétrospective Van Doesburg, 15 januari-1 februari 1932, Porte de Versailles Parc des Expositions, Parijs (als Danseuses).
- Theo van Doesburg, 2-31 mei 1936, Stedelijk Museum, Amsterdam (als De dans).
- Theo van Doesburg. Retrospective exhibition, 29 april-31 mei 1947, Art of this Century Gallery, New York (als La danse).
- De Stijl, 6 juli-25 september 1951, Stedelijk Museum, Amsterdam.
- De Stijl, 14 juni-9 oktober 1952, Grieks Paviljoen, XXVI Biennale, Venetië (als Composizione).
- De Stijl 1917-1928, 16 december 1952-15 februari 1953, Museum of Modern Art, New York (als Damcers).
- De Stijl 1917-1928, 15 maart-19 april 1953, Virginia Museum of Fine Arts, Richmond (idem).
- Theo van Doesburg: schilder, dichter, architect, 12 maart-18 juni 2000, Centraal Museum, Utrecht.